# Ed è quasi come essere felice
Ed è quasi come essere felice è un singolo del cantautore italiano Motta, pubblicato il 26 gennaio 2018 come primo estratto dal secondo album in studio Vivere o morire.

## Video musicale
Il video musicale, diretto da Dandaddy, è stato pubblicato contestualmente all'uscita del singolo sul canale YouTube del cantautore.
La co-protagonista è Silvia Calderoni.